# Padèrn
Padèrn (en francès,Padern) és un municipi del departament de l'Aude, a la regió d'Occitània. Hi ha el castell de Padèrn.